# Krypkörning
Krypkörning innebär att man kör ett fordon i mycket låg fart (gångfart).
Med en manuellt växlad bil krypkör man på ettans växel eller backen, och reglerar farten med hjälp av kopplingspedalen; man höjer kopplingen till dragläget och sänker sedan ner den igen, och sedan ska man höja och sänka kopplingen vilket "pumpar" fordonet framåt i gångfart; när kopplingen sänks sänks farten och när kopplingen höjs ökar farten. Med en automatväxlad bil reglerar man farten med hjälp av bromspedalen. Det finns automatväxlade bilmodeller där detta inte stämmer, t ex Citroen C4 Picasso, där du måste använda gaspedalen vid krypkörning. 
Krypkörning är eller kan vara nödvändig då man framför fordonet i besvärlig terräng, på gågata eller gårdsgata, vid trafikhinder som bilköer eller när man utför komplicerade manövrar som parkering eller backning. Krypkörning kan också påtvingas av fordonets skick. I en normal trafiksituation utan något av dessa skäl så betraktas krypkörning som en trafikstörning.